# Bivolje Brdo
Bivolje Brdo är en ort i Bosnien och Hercegovina.   Den ligger i entiteten Federationen Bosnien och Hercegovina, i den södra delen av landet, 90 kilometer sydväst om huvudstaden Sarajevo. Bivolje Brdo ligger 193 meter över havet och antalet invånare är 841.
Terrängen runt Bivolje Brdo är huvudsakligen kuperad, men åt nordväst är den platt. Närmaste större samhälle är Crnići, 6,9 kilometer sydost om Bivolje Brdo. 
Runt Bivolje Brdo är det ganska tätbefolkat, med 93 invånare per kvadratkilometer.